# Santa Isabel (1916)
El Santa Isabel fue un vapor-correo español perteneciente a la Compañía Transatlántica Española. Fue construido en el astillero de Puerto Real por la SECN y botado en 1915. El buque se hizo tristemente famoso por la tragedia ocurrida el 2 de enero de 1921 en la isla de Sálvora, en la costa de Galicia, España, cuando se dirigía a la ciudad de Cádiz.

## Hundimiento
El Santa Isabel partió a la 1:00 AM con destino a Villagarcía de Arosa, con 84 tripulantes y 185 pasajeros a bordo, con la capitanía de Esteban García Muñiz. Tras llegar una fuerte tormenta el capitán García Muñiz decidió reducir la velocidad del vapor. A la 01:30 del 2 de enero el Santa Isabel chocó a 200 metros del suroeste de la isla de Sálvora, cerca de la ría de Arosa. Las rocas abrieron varias brechas en el casco del buque y el agua comenzó a entrar en su interior. El Santa Isabel estaba equipado con radioteléfono, pero el único mensaje emitido desde el buque antes de cortarse la electricidad a bordo al inundarse su cámara de máquinas fue «Estamos encima de las rocas de Sál…». A pesar de que el mensaje fue recibido por otros buques, no pudieron brindarle socorro.
Las jóvenes María Fernández Oujo, Josefa Parada y Cipriana Oujo Maneiro, de 14, 16 y 24 años respectivamente, rescataron, en varios viajes a bordo de embarcaciones pesqueras que partieron de Sálvora, a entre 15 y 20 personas. El naufragio dejó 213 personas fallecidas. Sobrevivieron 56 personas, entre las que se encontraban el capitán García Muñiz y el maquinista del vapor Juan Antonio Pérez Cano.
En 2019 la directora española Paula Cons llevó la tragedia del Santa Isabel al cine con el nombre de La isla de las mentiras.